# Юпітер (хокейний клуб)
ХК «Юпітер» — український хокейний клуб з міста Харкова. У 1993 році виступав у Чемпіонаті України з хокею. Бронзовий призер чемпіонату України 1993 року.
Домашні ігри проводив на ковзанці «СДЮСШОР».

## Історія клубу
ХК «Юпітер» був створений у 1992 році в Харкові замість зниклого хокейного клубу «Динамо» Харків.
У 1992—1993 році ХК «Юпітер» виступав у Чемпіонаті України з хокею.
Після сезону 1992—1993 ХК «Юпітер» припинив своє існування, замість нього з'явився ХК «Саламандра» Харків.

## Досягнення
- 3-є місце у Чемпіонаті України з хокею 1993.

## Склад команди
Склад команди та статистики ХК Юпітер (Харків) у Чемпіонат України сезону 1992-1993.
| Воротарі | Воротарі | Воротарі         | Воротарі | Воротарі        | Воротарі         |      |    |
| #        | Країна   | Гравець          | Захват   | Дата народження | Місце народження | Ігри | ПШ |
| -------- | -------- | ---------------- | -------- | --------------- | ---------------- | ---- | -- |
| 1        | Україна  | Малюшенко Андрій |          | 13 жовтня 1972  | Харків           | 7    |    |
| 2        | Україна  | Шишлаков Андрій  |          | 9 липня 1975    | Харків           | 0    | 0  |

| Польові гравці | Польові гравці | Польові гравці      | Польові гравці | Польові гравці  | Польові гравці   |      |      |          |
| #              | Країна         | Гравець             | Амплуа         | Дата народження | Місце народження | Ігри | Голи | Передачі |
| -------------- | -------------- | ------------------- | -------------- | --------------- | ---------------- | ---- | ---- | -------- |
| 1              | Україна        | Благодир Костянтин  | нападник       | 1976            | Харків           | 7    | 5    | 1        |
| 2              | Україна        | Вусатий Олег        | захисник       | 1969            | Харків           | 3    | 1    | 1        |
| 3              | Україна        | Галкін Олексій      | нападник       | 1 вересня 1969  | Харків           | 7    | 3    | 3        |
| 4              | Україна        | Дитиненко Альберт   | захисник       | 11 червня 1972  | Харків           | 7    | 0    | 1        |
| 5              | Україна        | Дрижак Сергій       | нападник       | 1973            | Харків           | 7    | 1    | 2        |
| 6              | Росія          | Дровянніков Віктор  | захисник       | 23 грудня 1960  | Москва           | 7    | 0    | 1        |
| 7              | Україна        | Іваненко Олександр  | нападник       | 1971            | Харків           | 7    | 5    | 3        |
| 8              | Україна        | Коробенко Володимир | нападник       | 25 січня 1969   | Харків           | 7    | 1    | 1        |
| 9              | Україна        | Колесник Сергій     | нападник       | 1969            | Харків           | 6    | 1    | 2        |
| 10             | Україна        | Кузнєцов Вадим      | нападник       | 26 лютого 1972  | Харків           | 2    | 0    | 1        |
| 11             | Україна        | Махота Віталій      | нападник       | 1974            | Харків           | 7    | 1    | 0        |
| 12             | Україна        | Мохір Олексій       | нападник       | 1973            | Харків           | ?    | 0    | 1        |
| 13             | Україна        | Новіков Володимир   | захисник       | 1958            | Казань           | 7    | 3    | 0        |
| 14             | Україна        | Осман Дмитро        | нападник       | 9 січня 1975    | Харків           | 7    | 1    | 4        |
| 15             | Україна        | Орєхов Юрій         | нападник       | 1973            | Харків           | 3    | 5    | 0        |
| 16             | Україна        | Пєчєнєв Олександр   | захисник       | 13 червня 1957  | Казань           |      |      |          |
| 17             | Україна        | Сидоренко Олександр | нападник       | 1969            | Харків           | 7    | 1    | 1        |
| 18             | Україна        | Слащев Руслан       | захисник       | 13 квітня 1975  | Харків           | 7    | 0    | 1        |
| 19             | Україна        | Цируль Едуард       | захисник       | 31 серпня 1954  | Харків           | 7    | 1    | 1        |

Тренерський штаб
- Головний тренер — Едуард Цируль